# فیل گریگز
فیل گریگز (انگلیسی: Phil Griggs; ۱۲ ژوئن ۱۹۱۸ – ۳۰ ژوئن ۱۹۸۰) بازیکن فوتبال اهل بریتانیا بود.
از باشگاه‌هایی که در آن بازی کرده‌است می‌توان به باشگاه فوتبال ساوت‌همپتون اشاره کرد.